# Parc des Sports et de l'Amitié
El Parc des sports et de l'amitié (en català : Parc esportiu i l'amistat) és un estadi situat a Narbona, Aude. Escenari habitual del Racing club de Narbonne Méditerranée, club ha evolucionat molt en el campionat de rugbi de França, que pugui adaptar-se a 12.000 espectadors.
Renovacions va tenir lloc el 1993.